# Лотина, Мигель Анхель
Миге́ль А́нхель Лоти́на (исп. Miguel Ángel Lotina; род. 18 июня 1957, Меньяка, Страна Басков) — испанский футболист, нападающий, ныне футбольный тренер.

## Карьера игрока
Лотина родился в Меньяке, Страна Басков, и начал играть в футбол с местном клубе «Герника», а с 1981 по 1983 год представлял «Кастельон». В свой единственный сезон в Примере он забил три гола в 21 игре за клуб, но клуб занял 18-е место и вылетел в Сегунду.
Летом 1983 года Лотина подписал контракт с «Логроньесом». В первых двух сезонах он забил 22 гола, чем помог клубу впервые в истории выйти из третьего дивизиона в Сегунду. В сезоне 1986/87 он забил 2 гола в 14 матчах, а в 1988 году завершил карьеру в возрасте 31 года.

## Карьера тренера
Карьеру тренера Лотина начал в резервном составе «Логроньеса». В течение 1990-х годов он дважды тренировал главную команду. В сезоне 1995/96 он помог «Нумансии» выйти в четвертьфинал Кубка Испании, одолев по пути клубы элиты «Реал Сосьедад», «Расинг» и «Спортинг» Хихон и проиграв лишь «Барселоне» 3:5 по сумме двух матчей.
В сезоне 1996/97 Лотина возглавлял вышедший в Примеру «Логроньес», став одним из пяти тренеров, тренировавших клуб в том сезоне. «Логроньес» занял последнее 22-е место, и в последующие годы Лотина тренировал в Сегунде — «Бадахос», «Нумансию» и «Осасуну». «Нумансии» он помог выйти в Примеру впервые в истории в 1999 году], а в следующем году сделал то же самое с «Осасуной», шесть лет до того отсутствовавшей в Примере. Он оставался с наваррцами два следующих сезона, сохранив им прописку в элитном дивизионе.
В сезоне 2002/03 Лотина впервые вывел «Сельту» в Лигу чемпионов, заняв в Примере 4-е место. Однако в следующем сезоне галисийцы не рассчитали силы и, уверенно играя в Лиге чемпионов (так, был обыгран «Милан» 2:1 на «Сан-Сиро»), терпела неудачи в чемпионате. Клуб в итоге покинул Примеру, а Лотина был уволен после 21-го тура.
В сезоне 2004/05 Лотина тренировал «Эспаньол» и вывел его в Кубок УЕФА, заняв 5-е место. 2006 год принёс Лотине первый футбольный трофей: команда выиграла Кубок Испании в игре против «Сарагосы» (4:1). В сезоне 2006/07 он вернулся в Басконию и после увольнения Хосе Мария Бакеро встал у руля «Реал Сосьедада», но впервые за последние 40 лет баски заняли второе место с конца и вылетели в Сегунду.
В сезоне 2007/08 Лотина отправился в Галисию и возглавил «Депортиво». После плохого старта Лотина изменил тактическую схему и, перейдя на 5-3-2, уверенно финишировал с командой в середине таблицы и с путевкой в Кубок Интертото. В 2011 году «Депортиво» пережил финансовый крах, что сказалось на выступлениях команды. Клубу удалось забить лишь девять голов на выезде, а в последнем туре, проиграв 0:2 «Валенсии», отправились в Сегунду. 23 мая того же года Лотина объявил о своём уходе из клуба.
19 марта 2012 года Лотина стал третьим тренером балансировавшего на грани вылета «Вильярреала» в сезоне, сменив Хосе Франсиско Молину. В конечном итоге клуб опустился на 18-е место и, как уже бывало четырежды до того в карьере Лотины, его клуб вылетел из Примеры (поднимал в Примеру свои команды Лотина дважды).
21 июня 2014 года, после недолгого пребывания на Кипре, Лотина был назначен главным тренером катарского клуба «Аль-Шахания», но в июле 2015 года покинул клуб.

## Достижения
«Эспаньол»
- Обладатель Кубка Испании: 2005/06

«Депортиво»
- Кубок Интертото: 2008